# Superagent 86
|  | Aquest article tracta sobre la popular sèrie de Mel Brooks. Vegeu-ne altres significats a «Superagent 86 de pel·lícula». |

Superagent 86 (Get Smart en el seu títol original en anglès), és una sèrie de televisió de comèdia que va néixer com que parodia el gènere dels agents secrets que s'havia popularitzat molt a la primera meitat dels anys seixanta amb l'estrena de les pel·lícules de James Bond del temps de la Guerra freda. Va ser creada per Mel Brooks i Buck Henry, i es va estrenar a la televisió per la NBC el 18 de setembre de 1965. Va ser protagonitzada per Don Adams (que també va ser director de la sèrie) com a l'agent Maxwell Smart (Agent 86), Barbara Feldon com a Agent 99 i Edward Platt com a El Cap. Henry va dir que van crear la sèrie a petició de Daniel Melnick per aprofitar James Bond i l'inspector Clouseau, "les dues coses més importants del món de l'entreteniment actual". Brooks la va descriure com «una combinació esbojarrada de comèdia de James Bond i Mel Brooks».
El programa va generar diverses frases populars durant la seva emissió, com ara "ho sento, cap", "...i m'encanta ", "ho trobava a faltar molt " i "us ho creieu...". Després de l'espectacle van sortir les pel·lícules The Nude Bomb (una pel·lícula de 1980 feta sense la participació de Brooks i Henry) i Get Smart, Again! (una seqüela de la sèrie feta per a la televisió el 1989), així com una sèrie de revival el 1995 i una adaptació cinematogràfica el 2008. El 2010, TV Guide va classificar la seqüència de títols d'obertura ' Get Smart en el segon lloc de la seva llista de les 10 millors seqüències de crèdits de la televisió, seleccionades pels lectors. El programa va canviar de cadena el 1969 a la CBS. Va acabar la seva sèrie de cinc temporades el 15 de maig de 1970, amb un total de 138 episodis.
El Museu de les Comunicacions de Radiodifusió va considerar que el programa era notable per "ampliar els paràmetres de la presentació de la comèdia a la televisió".
Va guanyar set premis Emmy, per als quals va ser nominada catorze vegades més. També va tenir 2 nominacions per al premi Globus d'Or (Golden Globe Awards).
El protagonista de la sèrie era Don Adams, que a més escriuria guions per a la sèrie i la dirigiria. El seu paper era el de Maxwell Smart (Agent 86). Barbara Feldon era la coprotagonista de la sèrie i el seu personatge es deia 99. Aquest personatge no tenia nom propi conegut, tothom li deia 99. En un capítol va rebre el nom de "Susan Hilton" però després diria que era un àlies.
Actualment, hi ha també una versió cinematogràfica d'aquesta sèrie dirigida per Peter Segal i protagonitzada per Steve Carrell al paper de Maxwell Smart i per Anne Hathaway com l'Agent 99. La filmació va començar el març del 2008 i va arribar a les pantalles a l'estiu del mateix any. La major part de les crítiques rebudes són a causa del primer esborrany del guió, i perquè la productora va rebutjar el creador de la sèrie Mel Brooks, amb contracte amb als estudis Paramount Pictures.

## Repartiment
- Don Adams: Maxwell Smart[8]
- Barbara Feldon: Agent 99
- Edward Platt: el Cap
- Robert Karbelas: Larabee
- Bernie Kopell: Siegfried